# Коваленко Олена Дмитрівна
Оле́на Дми́трівна Ковале́нко (4 грудня 1927, Рокитне — 27 грудня 2000, Київ) — українська актриса, педагог, диктор Українського радіо. Заслужений працівник культури УРСР з 1975 року, народний артист України з 1997 року. Дружина співака Вадима Авдєєва.

## Життєпис
Народилась 4 грудня 1927 року у селі Рокитному (нині Харківський район Харківської області, Україна). Дочка письменника Дмитра Косарика. 1950 року закінчила Харківський державний театральний інститут, де навчалася у Івана Мар'яненка.
У 1950—1952 роках — актриса Полтавського українського музично-драматичного театру імені Миколи Гоголя. З 1952 року (з перервою) працювала на Українському радіо, з 1992 року — старший диктор. Серед її учнів на радіо: тележурналіст Микола Канішевський, журналіст і педагог Майя Нагорняк, ведучий інформаційних новин Андрій Вільколек та інші. Одночасно у 1962—1966 роках викладала у Київському педагогічному інституті.

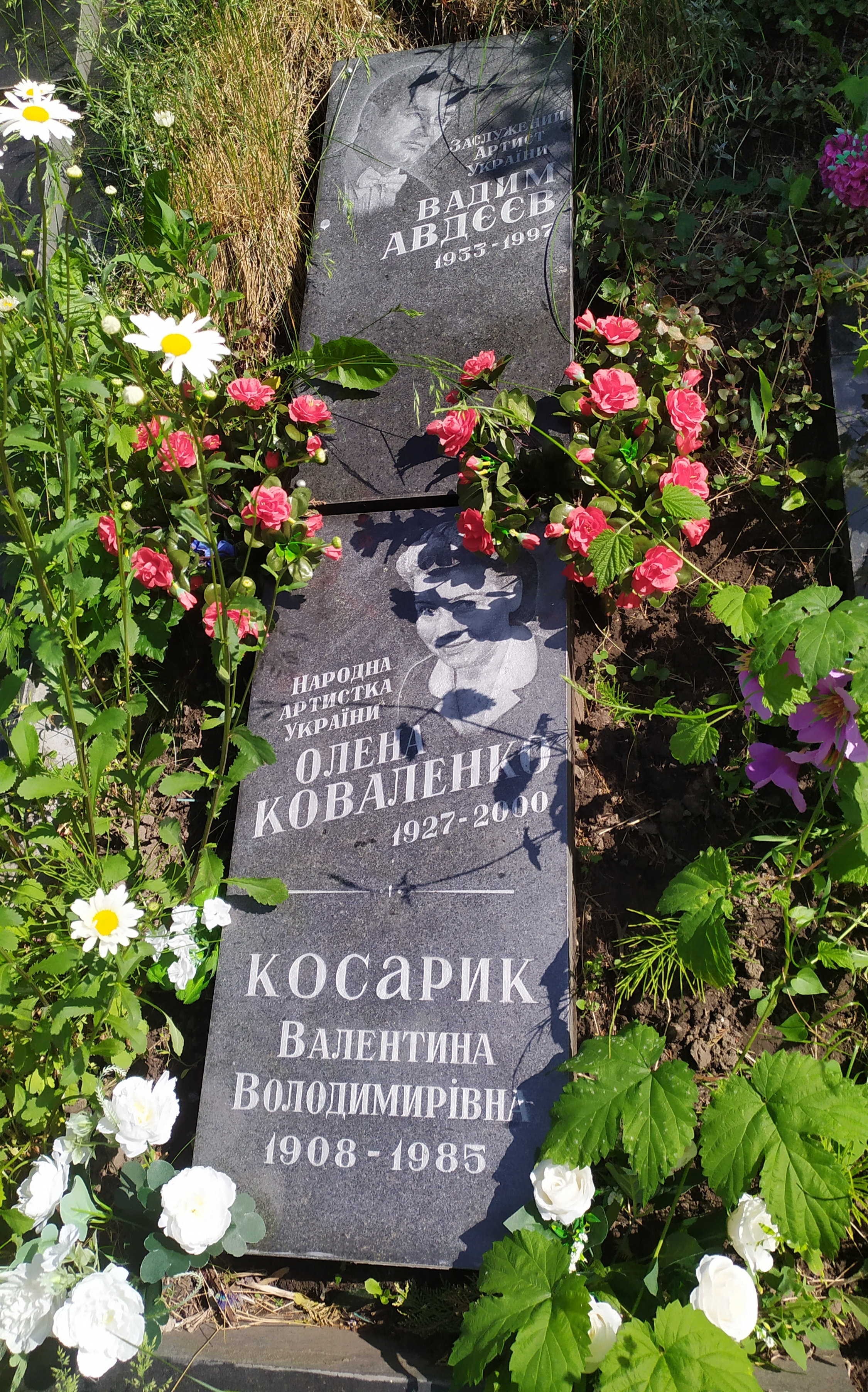
Могила Олени Коваленко та її родини.

Померла у Києві 27 грудня 2000 року. Похована у Києві у колумбарії Байкового кладовища разом із чоловіком та матір'ю.

## Творчість
Часто виступала на урочистих подіях: ювілейних вечорах, концертах, брала участь в літературно-драматичних передачах, озвучувала науково-популярні фільми і телефільми. Знімалась в кіно:
- 1958 — «Сашко» (епізод);
- 1965 — «Криниця для спраглих» (Наталка, дочка);
- 1977 — «Тачанка з півдня» (дружина Цибулі);
- 1981 — «Ніч коротка» (тітка Шура);
- 1984 — «Прелюдія долі» (сусідка);
- 1987 — «Виконати будь-яку правду» (епізод).

## Вшанування
У 1999 році був відзнятий документальний фільм про Олену Коваленко у рамках телепрограми «Забута афіша».